# Muzhou
Muzhou (kinesiska: 睦洲) är en köping i sydöstra Kina. Den ligger i stadsdistriktet Xinhui i staden Jiangmen i provinsen Guangdong, omkring 76 kilometer söder om provinshuvudstaden Guangzhou. Antalet invånare är 42 117. Befolkningen består av 20 457 kvinnor och 21 660 män. Barn under 15 år utgör 14,0 %, vuxna 15-64 år 75 %, och äldre över 65 år 9,0 %.